# Mali Botinovac
Mali Botinovac – wieś w Chorwacji, w żupanii kopriwnicko-kriżewczyńskiej, w gminie Sokolovac. W 2011 roku liczyła 15 mieszkańców.